# Левиче
Лѐвиче (на италиански: Levice; на пиемонтски: Leis, Лейс) е село и община в Северна Италия, провинция Кунео, регион Пиемонт. Разположено е на 547 m надморска височина. Населението на общината е 244 души (към 2010 г.).